# Sandra Näslund
Sandra Näslund, née le 6 juillet 1996 à Gudmundrå, est une skieuse acrobatique suédoise spécialisée dans les épreuves de skicross. Active depuis 2012, elle est sacrée championne olympique en 2022 lors des Jeux d'hiver de Pékin. Elle est championne du monde en 2017, 2021 et 2023. Elle remporte le classement général, et donc un gros globe de cristal, en 2018, saison où elle remporte également le classement général, et donc un petit globe de cristal, de sa discipline. En 2020, elle remporte de nouveau un petit globe de cristal en skicross.
À la suite de la réforme du classement en ski acrobatique, elle remporte de nouveaux deux gros globes de cristal en remportant le classement du skicross lors des saisons 2022 et 2023.
Possédant un des plus grands palmarès du skicross féminin, elle compte, à ce jour, 39 victoires, un record, pour 67 podiums.

## Carrière
Sandra Näslund prend son premier départ de Coupe du monde à l'âge de 15 ans au skicross de Branas (le 3 mars 2012) et elle termine 22e, c'est-à-dire dernière des classés.
La saison suivante, elle prend part régulièrement (sept fois) aux épreuves de skicross de Coupe du Monde et signe son premier top 10 en fin de saison : 9e à Åre le 16 mars 2013, elle a alors 16 ans.
La saison 2013/2014 est la saison de la révélation pour la jeune skieuse suédoise : Elle signe son premier podium en Coupe du monde lors du skicross de Val-Thorens du 16 janvier 2014 à 17 ans avec la deuxième place. Ce podium sera suivi de cinq autres top 10 lors des six dernière courses, dont son 2e podium (3e à Åre) et deux autres top 5. 2014 est également l'année de ses premiers Jeux Olympiques : elle termine cinquième du skicross des jeux de Sotchi (le 21 février 2014). En fin de saison elle participe aux Championnats du monde junior de Chiesa in Valmalenco et se classe deuxième du skicross. L'ensemble des performances de sa saison lui valent le titre de meilleur espoir de l'année au Gala des sports suédois (sv) 2014.
À la veille de ce qui devait être ses premiers Championnats du monde senior, en janvier 2015, Sandra Näslund chute et souffre d'une rupture des ligaments croisés antérieurs du genou qui met un terme à sa saison et ses espoirs de médaille.
Elle peut reprendre la compétition dès la saison 2015-2016 et retrouve les podiums mondiaux dès sa deuxième course à Val Thorens. Quatrième du classement de ski cross de la Coupe du monde à la fin de la saison, son meilleur résultat alors, elle conclut celle-ci en remportant pour la première fois les championnats du monde junior de ski cross, encore à Val Thorens.
Elle continue sa progression et le 14 janvier 2017 remporte sa première épreuve de coupe du monde à Watles-Malles. Une seconde victoire suit en janvier à Idre Fjäll et Näslund termine la saison à la deuxième place du classement de la coupe du monde de ski cross derrière Marielle Thompson. A la fin de la saison elle participe enfin à ses premiers championnats du monde en Sierra Nevada, et s'y impose devant Fanny Smith et Ophélie David. Elle enchaîne avec ses derniers championnats du monde junior à Chiesa in Valmalenco où elle conserve son titre acquis en 2016.
Forte de ces succès Sandra Näslund entame la saison 2017-2018 en pleine confiance et domine la coupe du monde en remportant sept des dix ski cross de la saison, plus deux troisièmes places. Ces résultats lui permettent de remporter pour la première fois le classement de la spécialité et le classement général,. 2018 est aussi une année olympique et aux Jeux de PyeongChang, elle se classe quatrième du ski cross.
En 2018-2019, malgré trois victoires et quatre deuxièmes places elle ne se classe « que » deuxième du classement de coupe du monde de ski cross derrière la suisse Fanny Smith et quatrième du classement général,. Elle perd également son titre lors des mondiaux de l'Utah à Solitude Mountain Resort où elle se classe neuvième après son élimination en quart de finale.
En 2019-2020, malgré une fin de saison tronquée en raison de trop fortes températures (deux courses annulées à Feldberg) puis de la pandémie de Covid-19 (épreuve finale annulée à Veysonnaz), Näslund grimpe sur neuf des onze podiums possibles dont trois fois sur la plus haute marche et remporte ainsi une seconde fois le classement de coupe du monde de ski cross. Elle se classe deuxième du classement général derrière Perrine Laffont,.
En novembre 2020 elle se blesse à nouveau au genou droit lors d'un entraînement en Suisse (lésion du cartilage) et doit renoncer au début de saison,.

## Palmarès

### Jeux olympiques
| Épreuve / Édition | Sotchi 2014 | Pyeongchang 2018 | Pékin 2022                     |
| Skicross          | 5e          | 4e               | Médaille d'or, Jeux olympiques |

### Championnats du monde
| Épreuve / Édition    | Voss 2013                        | Sierra Nevada 2017               | Solitude 2019                    | Idre Fjäll 2021                  | Bakuriani 2023 |
| Skicross             | 14e                              | Or                               | 9e                               | Or                               | Or             |
| Ski cross par équipe | Épreuve inexistante à cette date | Épreuve inexistante à cette date | Épreuve inexistante à cette date | Épreuve inexistante à cette date | Or             |

### Coupe du monde
- 3 gros globes de cristal :
  - Vainqueur du classement général en 2018[4].
  - Vainqueur du classement skicross en 2022 et 2023[4].
- 2 petits globe de cristal :
  - Vainqueur du classement skicross en 2018 et 2020[4].
- 66 podiums en skicross dont 39 victoires[14].

#### Différents classements en Coupe du monde
| Année/Classement | Général | Général | Ski cross | Ski cross |
| ---------------- | ------- | ------- | --------- | --------- |
| Année/Classement | Class.  | Points  | Class.    | Points    |
| 2012             | 169e    | 1       | 44e       | 9         |
| 2013             | 122e    | 9       | 26e       | 79        |
| 2014             | 22e     | 34      | 5e        | 374       |
| 2015             | 89e     | 9,27    | 21e       | 102       |
| 2016             | 14e     | 46,33   | 4e        | 556       |
| 2017             | 10e     | 60,77   | 2e        | 790       |
| 2018             | 1re     | 87      | 1re       | 870       |
| 2019             | 4e      | 68,64   | 2e        | 755       |
| 2020             | 2e      | 77,73   | 1re       | 855       |
| 2021             | -       | -       | 8e        | 360       |
| 2022             | -       | -       | 1re       | 1150      |
| 2023             | -       | -       | 1re       | 900       |

#### Détails des victoires
| Épreuve / Édition | Ski Cross                                                                             | Total |
| ----------------- | ------------------------------------------------------------------------------------- | ----- |
| 2016-2017         | Malles Venosta Idre Fjäll                                                             | 2     |
| 2017-2018         | Val Thorens Arosa Innichen Idre Fjäll x2 Nakiska Sunny Valley                         | 7     |
| 2018-2019         | Innichen Feldberg x2                                                                  | 3     |
| 2019-2020         | Val Thorens Nakiska Idre Fjäll                                                        | 3     |
| 2020-2021         | Reiteralm Veysonnaz                                                                   | 2     |
| 2021-2022         | Secret Garden Val Thorens x2 Innichen x2 Nakiska x2 Idre Fjäll x2 Reiteralm Veysonnaz | 11    |
| 2022-2023         | Val Thorens x2 Arosa Innichen x2 Idre Fjäll x2 Reiteralm x2                           | 9     |
| 2023-2024         | Val Thorens Innichen                                                                  | 2     |

### Championnats du monde junior
- Championne du monde de skicross en 2017 et 2018[23].
- Vice championne du monde de skicross en 2014[23].

### Championnats nationaux
- Championne de Suède de skicross en 2013, 2017 et 2018[24].
- Vice-championne de Suède de slopestyle en 2013.